# Coreura sinerubra
Coreura sinerubra là một loài bướm đêm thuộc phân họ Arctiinae, họ Erebidae.